# Aryé-Yéhouda-Léo Motzkin
Aryé-Yéhouda-Léo Motzkin (אריה יהודה ליאו מוצקין, né le 6 décembre 1867 à Kiev et mort le 6 novembre 1933 à Paris 16e, est un des leaders du mouvement sioniste en Russie et, par la suite, dans le monde. 

## Biographie
Il naît en Ukraine en 1867. Il rejoint les rangs de Herzl et participe au premier Congrès sioniste. Envoyé par le mouvement sioniste en Palestine, il mène une étude sur le Yishouv. Motzkin voit dans le combat pour le droit aux Juifs à défendre leurs implantations un facteur vital de l'idéal sioniste.
Durant la Première Guerre mondiale, Léo Motzkin dirige le bureau du mouvement sioniste de Copenhague. De 1925 à 1933, il remplit les fonctions de président du Conseil du travailleur sioniste et celles de président du 16e et 18e Congrès sioniste.
Il meurt en 1933, et son corps est transféré un an plus tard à Jérusalem où Il est enterré au cimetière juif du mont des Oliviers.
Il est le père du mathématicien Theodore Motzkin.

## Hommage
La banlieue de Haïfa, Kiryat-Motzkin, rappelle son souvenir.

## Sources
1. ↑  Acte de décès (avec date et lieu de naissance) à Paris 16e, n° 1942, vue 25/31.

- Alex Bein, The Mozkin Book, Jerusalem 1939.
- Prof. David Hen "Scientifiques et politiciens". Ed. Université de Tel-Aviv. Jérusalem 1997.
- Efraïm et Ménahem Talmi "Lexique sioniste". Ed. Maariv. Tel-Aviv 1982.